# Balogh András (festő)
Balogh András (képei szignóján az 1960-as évektől Balog) (Budapest, 1919. március 14. — Budapest, 1992. március 18.) festőművész, kerttervező, művészeti szakíró, c. egyetemi tanár.

## Életpályája és munkássága
Apai ágon a géresi Baloghok Szatmár megyéből a dél-erdélyi Alsó-Fehér megyébe származtak, anyai fölmenői a Székelyföldön: Csíkban, ill. Háromszéken éltek. Szülei az 1900-as évek elején költöztek Budapestre. A Képzőművészeti Főiskolán 1937-ben kezdte meg tanulmányait Burghardt Rezső tanítványaként. 1950-töl 1980-ig a Kertészeti Főiskolán (később Kertészeti Egyetem) tanított a kerttervezési tanszéken művészettörténetet, szabadkézi rajzot, ábrázoló geometriát és kertesztétikát. Az Iparművészeti Főiskolán óraadóként kertesztétikát adott elő.
1971-ben részt vett a firenzei Palazzo Strozziban rendezett biennálén, ahol aranyéremmel tüntették ki. Rendszeres önálló és csoportos kiállítások sora következett ezután nemcsak Magyarországon, hanem Olaszország és Németország számtalan városában, kiállított Finnországban, Kanadában is. Egyéni kiállításai gyakran katalógusokkal jelentek meg. Nyaranként Tihanyban vagy Zsennyén alkotott.
Festészetét poétikus realizmus jellemzi, dekoratív elrendezésű kompozíciói és lágy színvilága bensőséges hangulatot, szépséget, harmóniát árasztanak. (Lány egyszarvúval; Alvó, Emberpár és táj, stb.) Nagyon sok tájképet és portrét festett, történelmi személyiségekről is, 1978 és 1989 közt megfestette Mindszenty József bíboros portréját.
Képei a Magyar Nemzeti Galériában, vidéki múzeumainkban, olasz, német, finn, észak-amerikai, kanadai, ausztráliai gyűjteményekben vannak.

## Főbb publikációi
- Magyarország nevezetes fái. Budapest : Mezőgazdasági Kiadó, 1957 (2. kiad: 1968.)
- A képzőművészeti giccs. Budapest : Gondolat, 1964
- Ábrázoló geometria; Kertészeti és Szőlészeti Főiskola, Budapest, 1965
- Magyarország nevezetes fái; 2. átdolg., bőv. kiad.; Mezőgazdasági, Budapest, 1968
- Művészettörténeti összefoglaló; Kertészeti Egyetem, Budapest, 1970
- A kert művészete; Corvina, Budapest, 1971 (Műhelytitkok)
- A kerti cicomáról. Ironikus kertesztétika; Mezőgazdasági, Budapest, 1981 (Kertünk, házunk, otthonunk)[4]
- Betonpillangó; szerzői, Esztergom, 1998

## Díjak, elismerések
1939-ben Balló Ede-díjjal tüntették ki, majd Székely Bertalan-díjat kapott. Csók István-éremmel tüntették ki 1958-ban. 1971-ben aranyérmes a firenzei biennálén, 1992-ben megkapta a Kertészeti Egyetem Ormos Imre-emlékérmét.